# Anders Bratholm
Anders Bratholm (* 7. Januar 1920 in Oslo; † 8. Juli 2010) war ein norwegischer Jurist und Hochschullehrer.

## Biografie
Nach dem Schulbesuch studierte er Rechtswissenschaft und legte 1948 das Juristische Staatsexamen ab. Bereits während seines Studiums war er zwischen 1945 und 1947 Redakteur der in Lillehammer erscheinenden Tageszeitung Dagningen.
Bratholm wurde 1960 zum Professor am Lehrstuhl für Rechtswissenschaft der Universität Oslo berufen und war dort bis zu seiner Emeritierung 1990 als Hochschullehrer tätig. Daneben war er Vorsitzender der Kommission für Strafrecht und Direktor des Instituts für Kriminologie und Strafrecht. Darüber hinaus war er Autor mehrerer juristischer Lehrbücher sowie Co-Vorsitzender der Universitätspresse und des Norwegischen Komitees des Internationalen Helsinki-Vereins.
Einer breiten Öffentlichkeit wurde Bratholm Anfang der 1980er Jahre bekannt, als er zunächst 1980 Vorsitzender der Untersuchungskommission zum Reitgjerdet Sykehus (Reitgjerdet-Krankenhaus) und danach 1981 des Untersuchungsausschusses zur Gewalt bei der Polizei war.
Auch nach seinem Eintritt in den Ruhestand war er weiterhin als Autor rechtswissenschaftlicher Publikationen tätig und zwischen 1991 und 1998 zusammen mit Magnus Matningsdal Herausgeber eines dreibändigen Gesetzeskommentars zum norwegischen Strafrecht.
1963 wurde er Mitglied der Norwegischen Akademie der Wissenschaften (Det Norske Videnskaps-Akademi). Für seine Verdienste wurde er auch mit dem Sankt-Olav-Orden (Ritter Erster Klasse) ausgezeichnet.
Außerdem wurde ihm 1986 der Ehrenpreis für Redefreiheit (Fritt Ords honnørpris) sowie 1990 der Preis für Humanismus des Humanistisch-ethischen Verbandes verliehen.